# Composição II em Vermelho, Azul e Amarelo
Composição II em Vermelho, Azul e Amarelo é uma pintura a óleo sobre tela realizada pelo artista holandês Piet Mondrian em 1930.